# OnePlus 5
Das OnePlus 5 (abgekürzt OP5) ist ein von OnePlus hergestelltes Smartphone. Es wurde am 20. Juni 2017 als Nachfolger des OnePlus 3T vorgestellt. Im November 2017 wurde das Nachfolgermodell OnePlus 5T vorgestellt. Zu den größten Änderungen zählt ein fast randloses Display mit einem Seitenverhältnis von 18:9.

## Vertrieb
Das Gerät konnte ab dem 27. Juni 2017 direkt über die Website des Herstellers bestellt werden.
Die Preise liegen bei 499 € für das Modell mit 64 GB und 6 GB RAM bzw. 559 € für die Version mit 128 GB Speicher und 8 GB RAM.
Neben dem Verkauf über die offizielle Website gab es am 21. Juni 2017 in sechs europäischen Städten (darunter Berlin) die Möglichkeit das Smartphone im Pop-Up-Verkauf zu erwerben.

## Design und Technik
Das OnePlus 5 besteht aus einem Unibody-Gehäuse aus Aluminium und besitzt keine abnehmbare Rückseite. Es wurde eine Dual-Kamera verbaut, die deutlich von der Rückseite hervorsteht. Der 3,5-mm-Kopfhöreranschluss und der USB-Type C Anschluss befinden sich an der Unterseite des Gerätes. Das Display behält Größe und Auflösung des Vorgängers bei, es handelt sich wieder um ein 5,5 Zoll AMOLED-Display mit einer PenTile-Anordnung der Subpixel und einer Full-HD Auflösung, welches allerdings verkehrt herum verbaut wurde. Darunter befindet sich ein Fingerabdrucksensor, der gleichzeitig als Homebutton fungiert und kapazitive Tasten zur Navigation. Es wird ein Qualcomm Snapdragon 835 mit einer Adreno 540 GPU verbaut, welcher auf 6 oder 8 GB RAM zurückgreifen kann. Die Speichergröße beträgt entweder 64 oder 128 GB. Zum Veröffentlichungstermin steht das Gerät entweder in der Farbe „Slate Gray“ (64 GB) oder Midnight Black (128 GB) zur Verfügung.

### Schnellladung
Im OnePlus 5 kommt die Eigenentwicklung Dash Charge in einer verbesserten Version zum Einsatz, mit der das Gerät mit max. 5V/4A geladen wird. Dies funktioniert jedoch nur mit dem mitgelieferten Kabel und Netzteil, da in diesem die Schnellladefunktion eingebaut ist.

### Software
Das Gerät wird mit Android 7.1.1 (OxygenOS 4.5.0) ausgeliefert. Aktuell (Stand Januar 2021) kann das OnePlus 5 auf OxygenOS 10.0.1 (basierend auf Android 10) und inoffiziell viele Android 11 basierte Custom Roms aktualisiert werden.

## Rezeption
Das OnePlus 5 wurde von der Kritik und den Kunden größtenteils positiv aufgenommen, hat jedoch aufgrund der Preiserhöhung nicht mehr den Mythos eines Flagship-Killers. Positiv werden vor allem die Leistung der CPU, der große Arbeitsspeicher und die Schnellladetechnik Dash-Charge bewertet. Negativ wird vor allem das im Vergleich zum Vorgänger schlechtere Preis-Leistungs-Verhältnis bewertet.